# Baby Driver

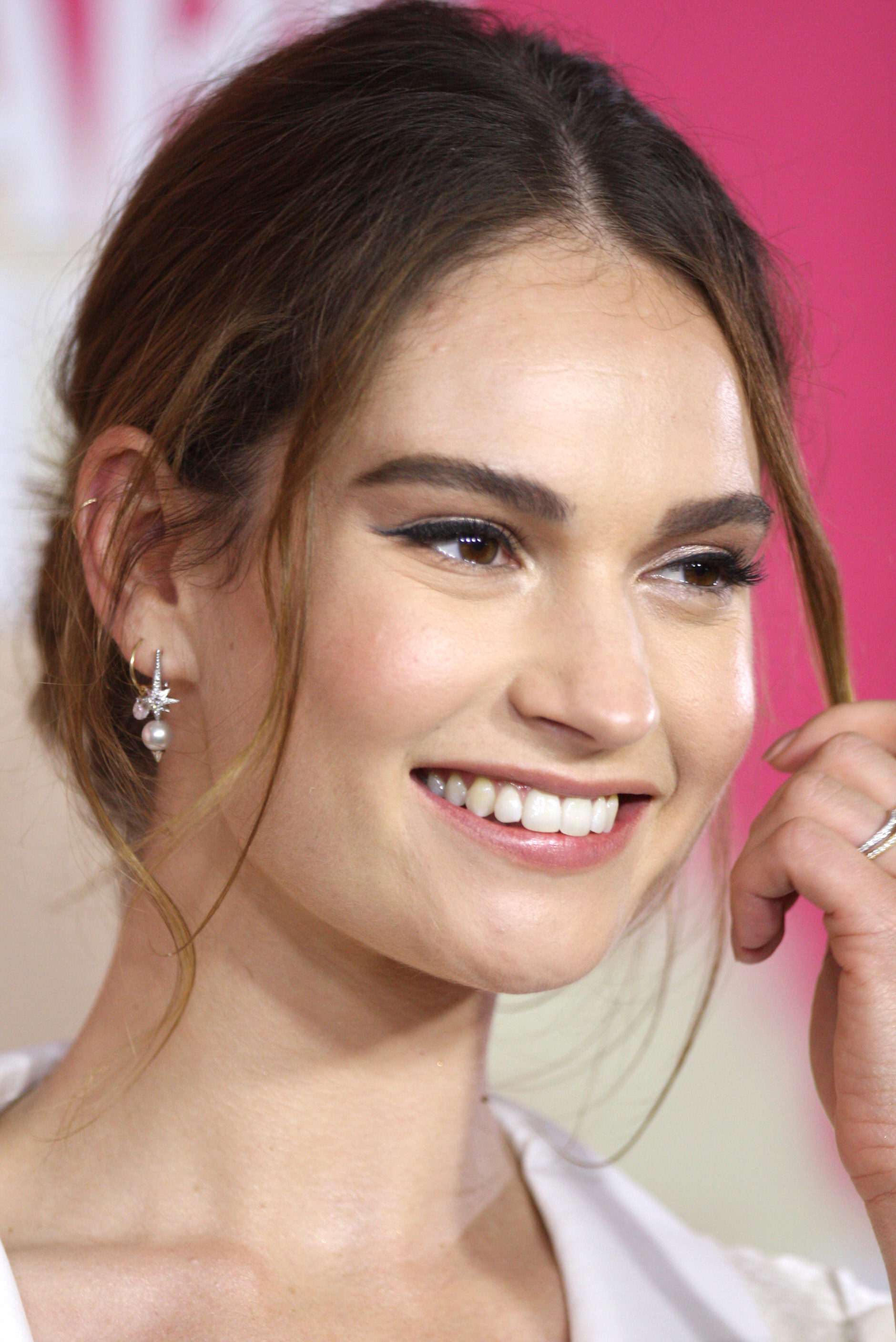
Lilly James na premierze filmu

Baby Driver – amerykańsko-brytyjski film kryminalny z 2017 roku w reżyserii Edgara Wrighta, wyprodukowany przez wytwórnie Working Title Films, Big Talk Productions i Media Rights Capital. Główne role w filmie zagrali Ansel Elgort, Kevin Spacey, Lily James, Jon Bernthal, Eiza González, Jon Hamm i Jamie Foxx.
Premiera filmu odbyła się 28 czerwca 2017 w Stanach Zjednoczonych oraz Wielkiej Brytanii. W Polsce premiera filmu odbyła się 7 lipca 2017.

## Fabuła
Akcja filmu rozgrywa się w Atlancie w stanie Georgia i opowiada historię nastoletniego chłopaka, Milesa „Baby’ego” (Ansel Elgort), który przed laty stracił rodziców w wypadku, a sam został ranny i do dziś ma szumy uszne, które zagłusza słuchając ciągle muzyki. Jest wyjątkowo uzdolnionym kierowcą – zdobył sławę, zapewniając sprawcom wielu rabunków ucieczkę swoim samochodem.
Chłopak trafił jakiś czas temu pod skrzydła mafijnego bossa Doca (Kevin Spacey), dla którego teraz pracuje. Kiedy Baby poznaje kelnerkę Deborę (Lily James), postanawia odejść z mafii, na co jednak nie zgadza się jego szef. Gangster planuje zrobić wielki skok, w którym mają wziąć udział Baby, Bats (Jamie Foxx), Buddy (Jon Hamm) i Darling (Eiza González). Już przed skokiem, sprawy przybierają zły obrót, a konflikt między Babym a Batsem narasta.

## Obsada
- Ansel Elgort jako Miles „Baby”
- Lily James jako Debora
- Kevin Spacey jako Doc
- Jon Hamm jako Jason „Buddy” Van Horn
- Jamie Foxx jako Leon „Bats” Jefferson III
- Jon Bernthal jako Griff
- Eiza González jako Monica „Darling” Costello
- CJ Jones jako Joseph
- Flea jako Eddie „No-Nose”
- Lanny Joon jako JD
- Sky Ferreira jako mama Baby’ego
- Hudson Meek jako młody Baby

## Produkcja
Zdjęcia do filmu kręcono w Atlancie i Dunwoody w stanie Georgia oraz w Nowym Orleanie w stanie Luizjana w Stanach Zjednoczonych, natomiast okres zdjęciowy trwał od 17 lutego do 13 maja 2016 roku.

## Odbiór

### Box office
Film Baby Driver zarobił łącznie 108 mln dolarów w Stanach Zjednoczonych i Kanadzie, a 119 mln w pozostałych państwach; łącznie $227 mln, w stosunku do budżetu produkcyjnego $34 mln.

### Krytyka w mediach
Film spotkał się z pozytywną reakcją krytyków. W serwisie Rotten Tomatoes 92% z 398 recenzji uznano za pozytywne, a średnią oceną wystawionych na ich podstawie wyniosła 8,1 na 10. Na portalu Metacritic średnia ocen wyniosła 86 punktów na 100.

### Nagrody i nominacje
W 2018 roku film został nominowany do Oscara w trzech kategoriach: "najlepszy dźwięk", "najlepszy montaż dźwięku" oraz "najlepszy montaż".